# Aeroporto di Cirè
L'aeroporto di Cirè (in tedesco: Flughafen Cirè) era un aeroporto militare austro-ungarico, poi italiano, oggi non più esistente, posto a quota 440 m s.l.m. nei pressi dell'omonimo paese.
Si trova a 3 km da Pergine Valsugana, nelle vicinanze delle pendici del Monte Marzola (1 096 m) e del Monte Celva (998 m), dominata a sud dalla Cima Vezzena (1 908 m) e a ovest dal Gruppo di Brenta e dal Monte Calisio (1 097 m)

## Storia

### Nell'Austria-Ungheria

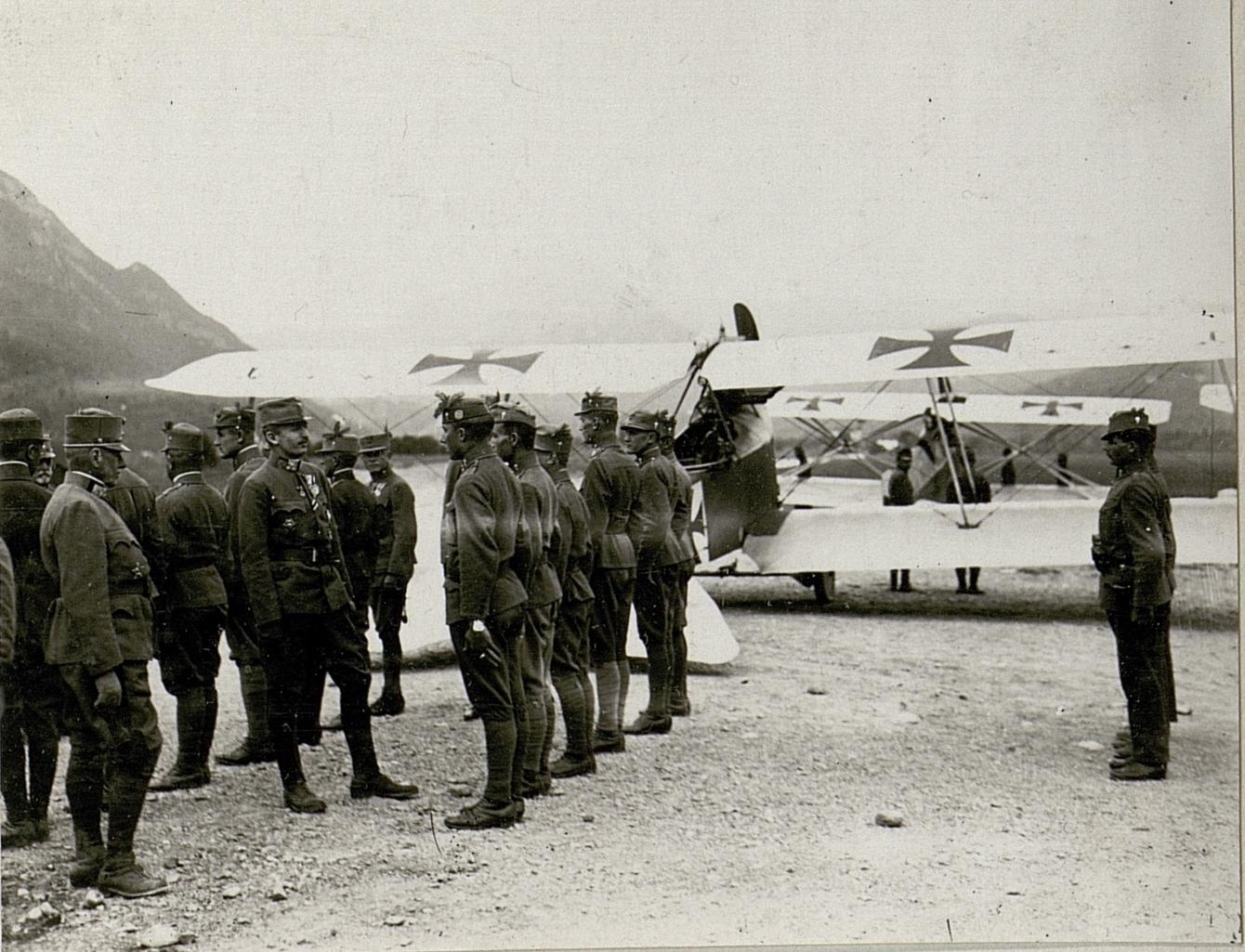
L'imperatore Carlo I in visita all'aeroporto di Cirè nel 1917

Durante la prima guerra mondiale il Trentino divenne la retrovia del fronte austro-ungarico che si contrapponeva a quello italiano dal Cevedale fino alla Marmolada, passando attraverso imponenti gruppi montuosi quali l'Adamello, il Pasubio, l'Altopiano di Folgaria e l'Altopiano di Asiago. Fu un fronte aspro, difficile per uomini e mezzi, in cui si svolsero molte sanguinose battaglie, oltre ai morti dovuti alla cosiddetta "Guerra Bianca".
Nelle immediate retrovie degli altipiani, all'inizio della Valsugana in località Cirè di Pergine a circa 400 metri sul livello del mare, la neonata Imperial-Regia Aviazione (k.u.k. Luftfahrtruppen) costruì uno dei suoi più importanti aeroporti, ubicato in una posizione strategica quasi baricentrica all'intero fronte su cui doveva operare, contrapponendosi da parte italiana, anche se in posizione meno felice, a quello di Thiene.
Negli hangar dell'aeroporto militare austro-ungarico stazionavano 42 aerei da guerra usati per la ricognizione o per bombardare le linee italiane poco distanti, giù, verso l'altopiano delle Vezzene, Vicenza, Verona, Bassano del Grappa.
Nel gennaio 1918 fu istituito a Cirè il Fliegeretappenpark 11 (abbreviato Flep 11), trasformato poi nel maggio 1918 nel Fliegerpark 7 (abbreviato Flip 7 e letteralmente parco aeronautico 7). Questi parchi erano unità di manutenzione per le squadriglie che dovevano garantire un certo numero d'aeroplani sempre pronti per il decollo.
Nell'aeroporto di Cirè di Pergine operarono due famose squadriglie dell'I.R. Aviazione, la Flik 24 e la Flik 55J, in cui furono destinati a incontrarsi tre dei più famosi assi che militarono con essa: Josef von Maier e Julius Arigi (austriaci) nonché Josef Kiss (ungherese).  
Fu incendiato nel 1918 nel corso della ritirata. 

### In Italia
L'ultimo decollo di un aereo, fu nel 1985, usando l'asfalto della Strada statale 47 della Valsugana, non ancora aperta al traffico.
Nei locali pubblici della zona quali bar, ristoranti, ecc, si possono ammirare le fotografie storiche dell'aeroporto e degli assi dell'aviazione che vi operarono. Sulle cortecce degli alberi adulti sui colli vicini, si possono ancora notare i segni inflitti dalle mitragliatrici degli aerei.

## Galleria d'immagini

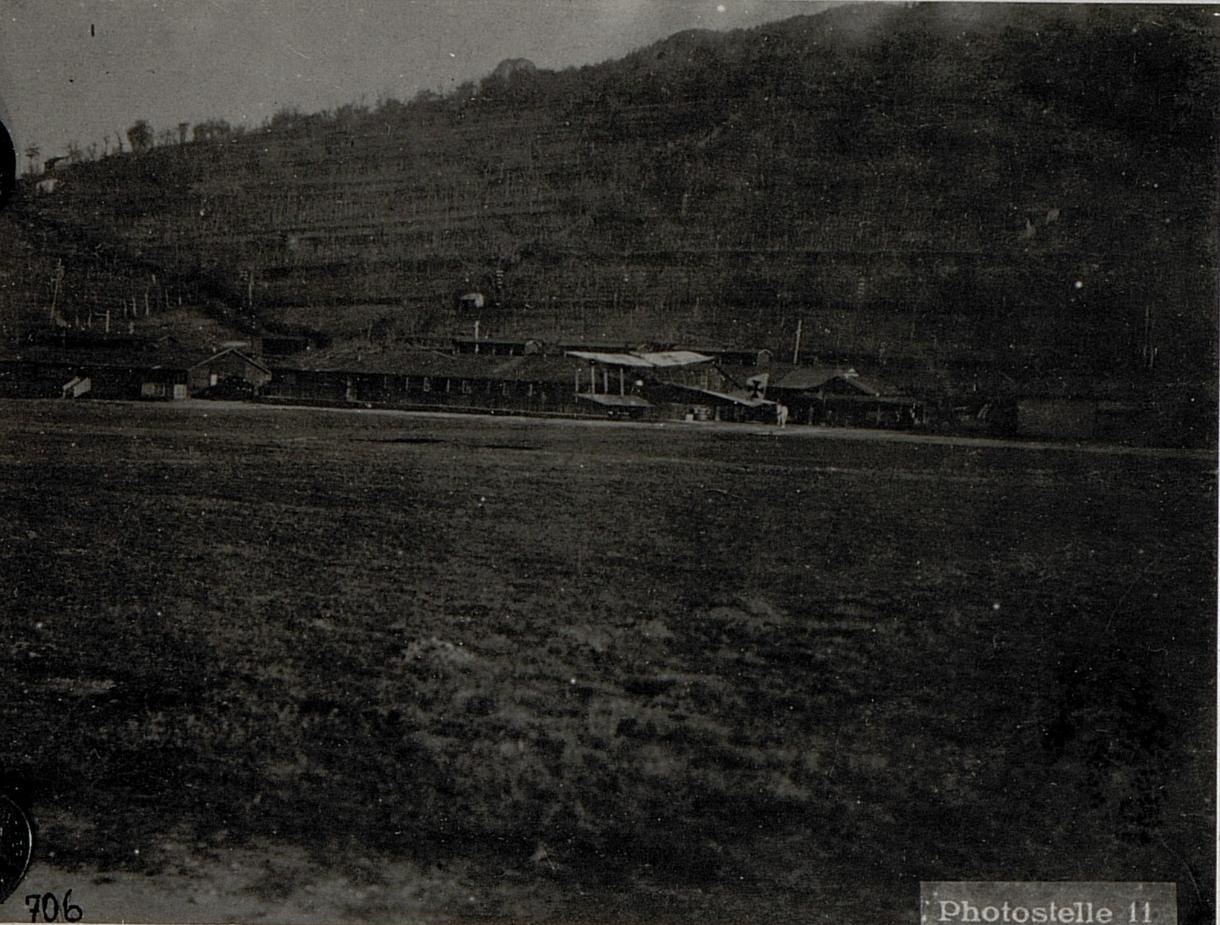
Decollo di un velivolo dall'aeroporto di Cirè
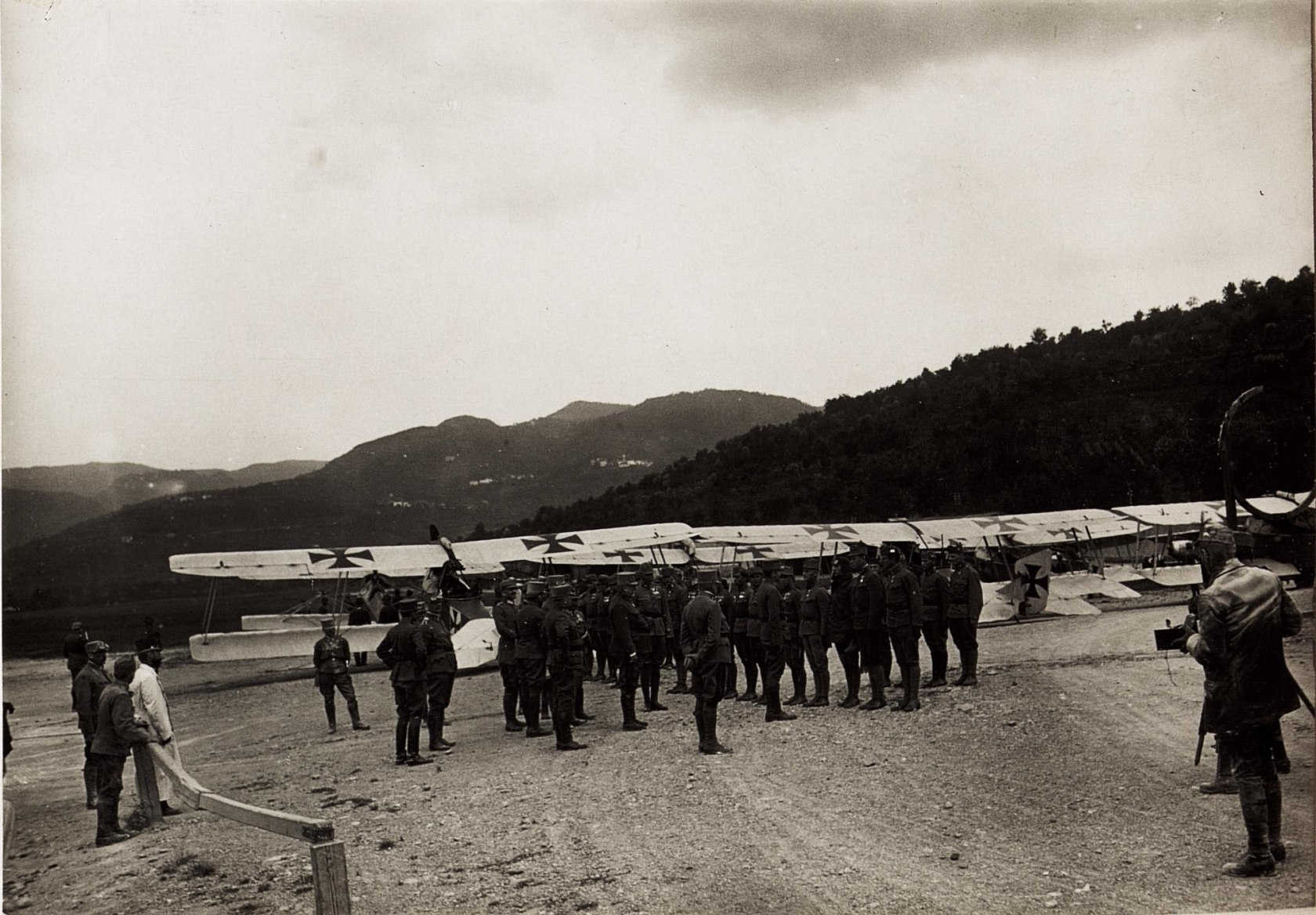
Visita dell'Imperatore Carlo nel giugno 1917
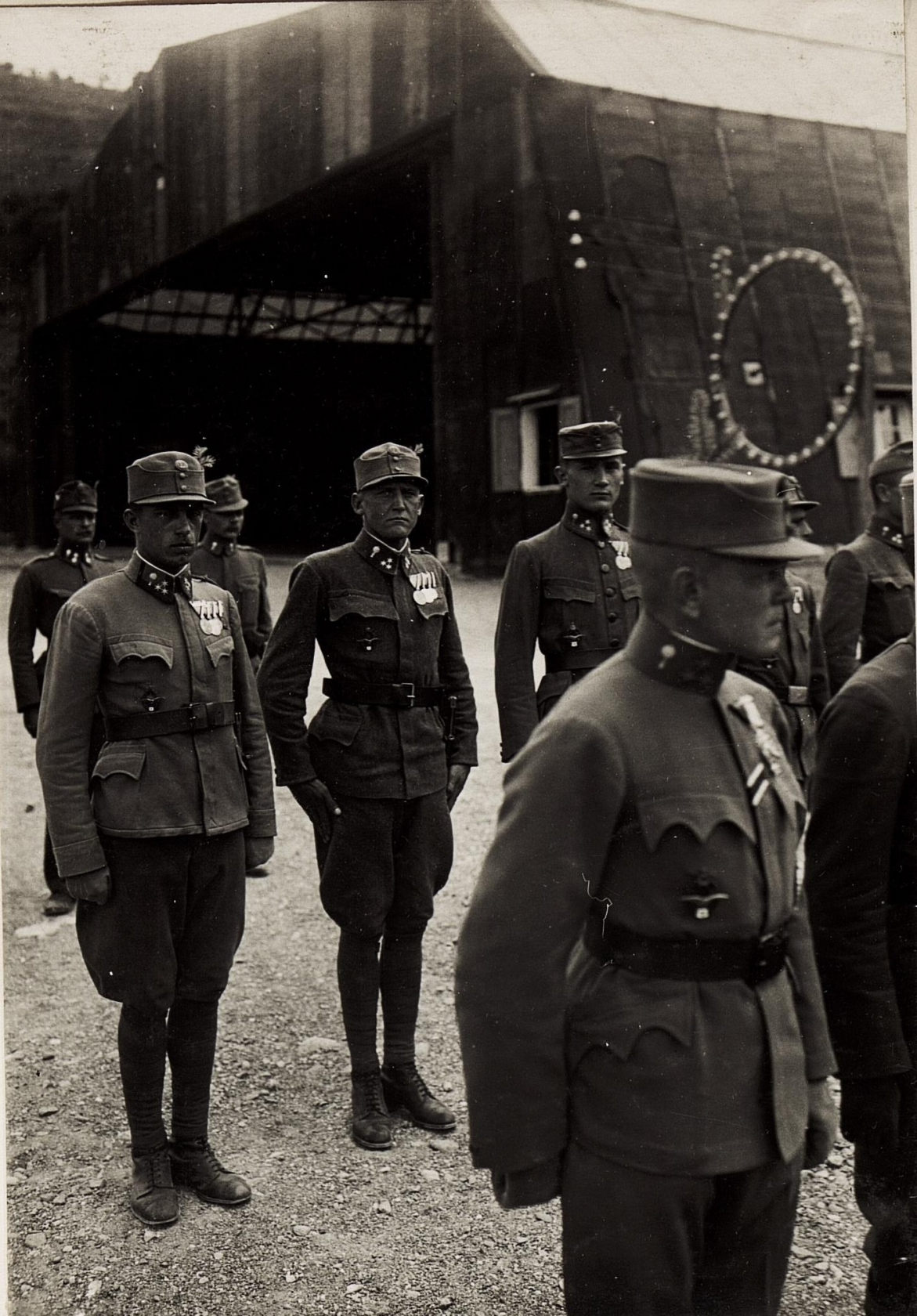
Uno degli hangar dell'aeroporto di Ciré
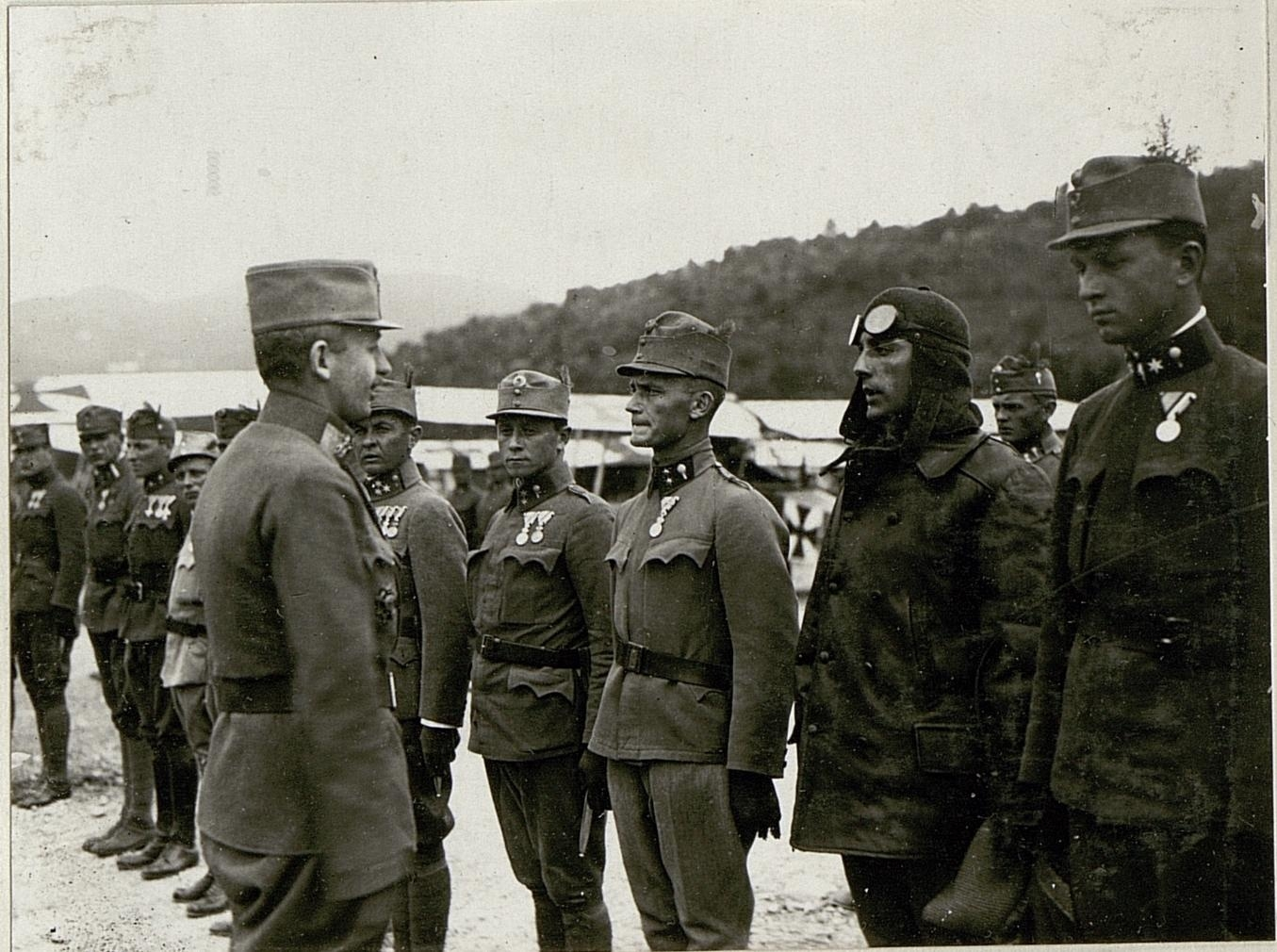
Carlo in colloquio coll'asso Georg Kenzian
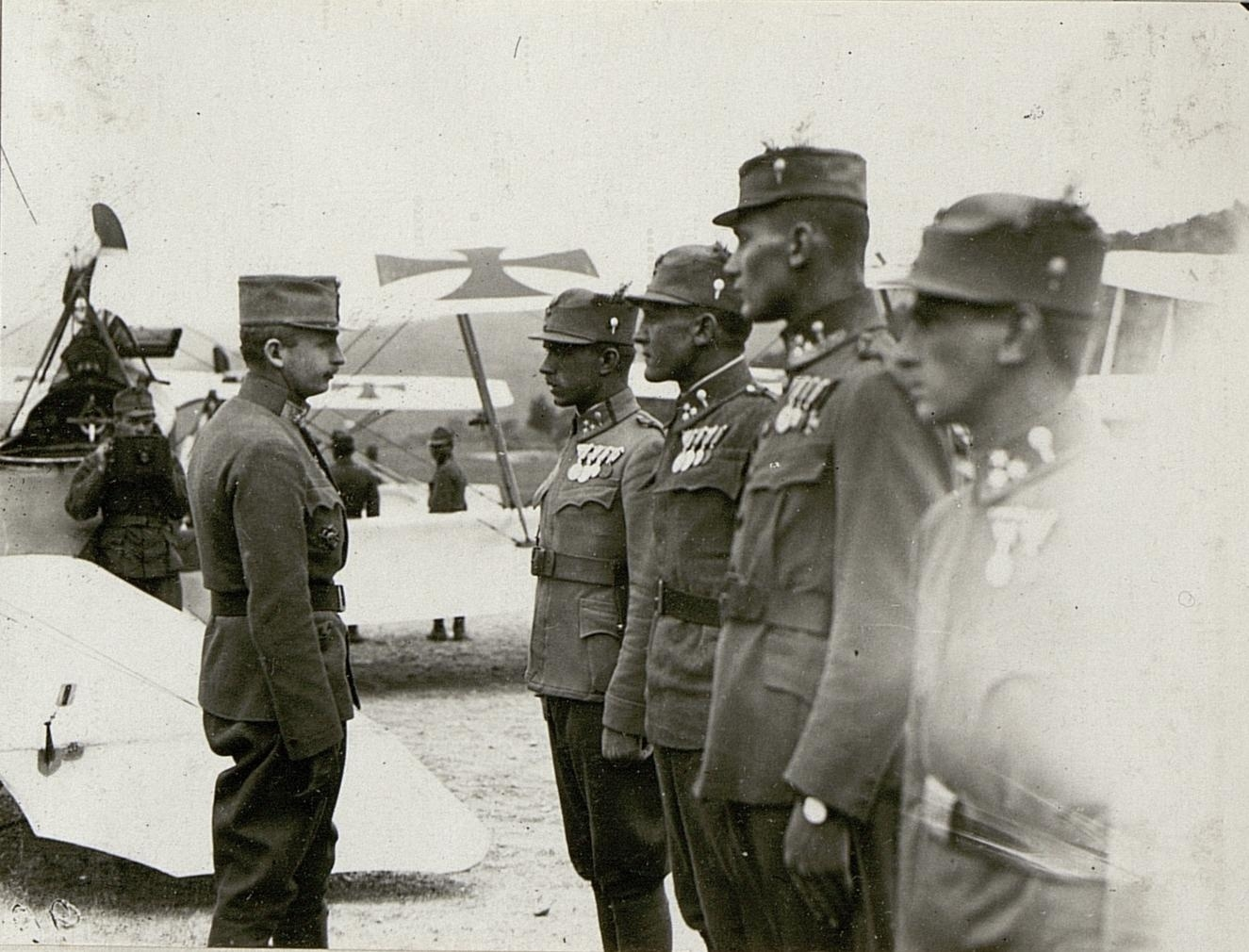
Visita dell'Imperatore Carlo nel 1917
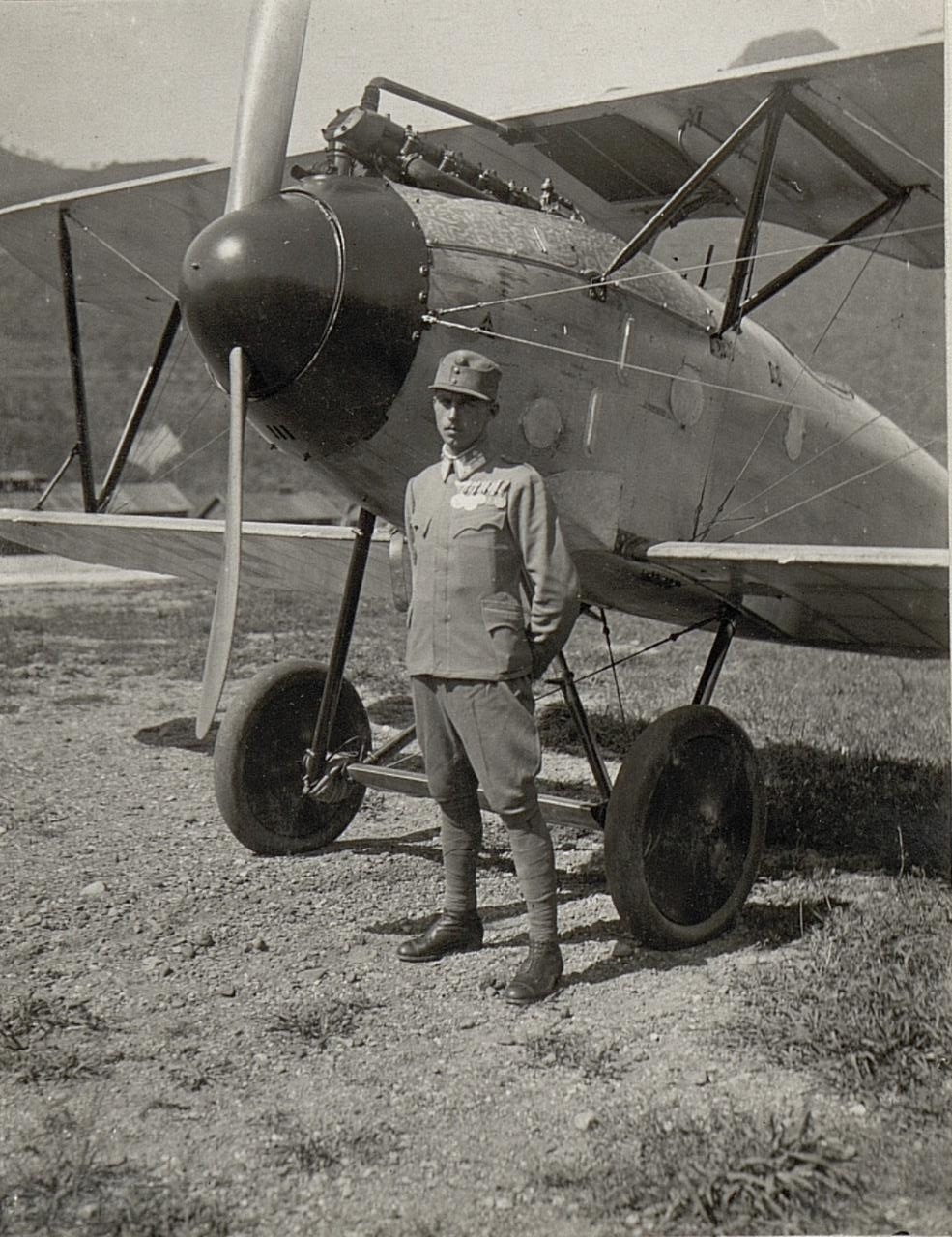
Josef Kiss davanti ad un Albatros D.III (Oeffag) (serie 53) all'aeroporto di Cirè